# 牧野葵
牧野葵（日语：牧野あおい，10月23日—），日本漫畫家。

## 經歷
岡山縣出身，高中一年級的夏天首度投稿。2008年獲得準Ribon賞，出道作為〈青のツバサ〉，同年刊登於Ribon特別春之大增刊號。2019年12月以《告別迷你裙》獲得《這本漫畫真厲害！2020》女性篇第一名。

## 作品列表
全由集英社出版。
- 死神HAL（2010年5月14日發售，ISBN 978-4-08-867056-0）尖端出版
- 命運迴圈的終點（2010年12月15日發售，ISBN 978-4-08-867090-4）尖端出版
- REC - 最後的初戀 -（2010年－2011年，全1卷）尖端出版
- 世界的盡頭（2011年－2012年，全4卷）尖端出版
- （2018年11月22日發售，ISBN 978-4-08-867521-3）
- 告別迷你裙（《Ribon》2018年9月號－休載中[3]，出版3卷）東立出版社